# Protracheoniscus abricossovi
Protracheoniscus abricossovi är en kräftdjursart som beskrevs av Borutzkii 1945. Protracheoniscus abricossovi ingår i släktet Protracheoniscus och familjen Trachelipodidae. Inga underarter finns listade i Catalogue of Life.